# زبان اشاره عراقی
زبان اشاره عراقی زبان اشاره‌ای است که توسط ناشنوایان و کم شنوایان در عراق استفاده می‌شود.